# Christine Paolilla
Christine Marie Paolilla (31 de Março de 1986) é uma assassina americana condenada que está a servir prisão perpétua por ter atingido a tiro, fatalmente, 4 pessoas, incluindo 2 seus amigos, na sua casa em Clear Lake City, Texas a 18 de Julho de 2003. As mortes, que se tornaram conhecidas como "Assassinatos de Clear Lake", fizeram capas de jornais.
Paolilla, que tinha 17 anos na altura dos homicídios, foi acompanhada do seu namorado na época, Christopher Snider. Foi presa a 19 de Julho de 2006, 3 anos e 1 dia depois dos homicídios serem cometidos. Paolilla foi condenada em Outubro de 2008 e sentenciada a prisão perpétua. Snider suicidou-se em Julho de 2006 antes de ser detido pela polícia.

## Vida
Paolilla nasceu em Long Island, Nova Iorque, de Lori, uma dona de casa, e de Charles Paolilla, um trabalhador da construção. Tinha um irmão mais velho, John. Quando Paolilla tinha 2 anos, o seu pai foi morto num acidente numa construção. Depois da morte do seu marido, Lori Paolilla começou a usar drogas e, eventualmente, perdeu a custódia dos seus filhos para os seus pais. Quando Paolilla estava no jardim de infância, foi-lhe diagnosticada alopecia o que lhe causou a perda do seu cabelo, sobrancelhas, e pestanas. Como resultado da perda de cabelo, Paolilla foi forçada a usar perucas. Também tinha falta de visão e usava óculos grossos. Paolilla era frequentemente ridicularizada e agredida pelos seus colegas por causa da sua aparência, o que afetou a sua auto-estima.
Paolilla juntou-se, eventualmente, com a sua mãe que tinha ultrapassado o seu vício e voltado a casar. A família mudou-se para Clear Lake City, Texas, um subúrbio de Houston. Paolilla entrou na Escola Secundária de Clear Lake. Era amiga de dois estudantes populares, Rachael Koloroutis e Tiffany Rowell, que a ajudaram a melhorar a sua aparência e a integrar-se com os outros estudantes. Em 2003, Paolilla foi votada para "Miss Irresistível" pelo corpo estudantil. Nesse ano, também começou uma relação com Christopher Lee Snider de 21 anos de idade. A mãe de Christine e o padrasto não aprovavam Christopher, assim como Rachael e Tiffany, por causa do seu frequente abuso de drogas e grande registo criminal. Estes medos comprovaram-se quando Christine começou a experimentar crescentemente várias drogas ao longo do ano em que ela e Christopher estavam numa relação.
Lori Paolilla mais tarde lembrou-se que Snider isolou a sua filha dos amigos e família e indicou que a relação era abusiva e disfuncional. A família de Snider também disse que a relação era tumultuosa e que Paolilla tinha tendência a ser invejosa. Depois de uma discussão com Snider, Paolilla passou uma noite no jardim frontal da sua casa de família e ameaçou matar a família de Snider.

## Homicídios
A 18 de Julho de 2003, Paolilla e Snider foram a casa da sua amiga Tiffany Rowell em Clear Lake City. Também em casa estavam Rachael Koloroutis, o namorado de Tiffany, Marcus Precella, e o primo de Marcus, Adelbert Sachez. Segundo Paolilla, ela e Snider planejaram roubar as drogas que estavam na casa mas Snider, alegadamente, começou a discutir com Precella o que levou aos disparos contra Tiffany, Rachael, Marcus, e Adelbert. Todas as 4 vítimas levaram múltiplos tiros. Rachael Koloroutis tentou rastejar para um telefone para ligar para as urgências depois de ter levado um tiro mas Christine bateu-lhe na cabeça várias vezes com a coronha de um revólver de calibre 38, esmagando o seu crânio. Paolilla depois disparou sobre Rachael na virilha. Christopher e Christine deixaram poucas provas na cena do crime levando a polícia a suspeitar que as mortes estavam relacionadas com droga porque Marcus Precella e Adelbert Sanchez, alegadamente, vendiam drogas em casa. A única prova que a polícia tinha era as descrições dos suspeitos que foram vistos a entrar e sair da casa, pelos vizinhos.
Uma hora depois das mortes, Snider conduzio Paolilla a Walgreens onde estava escalada para trabalhar como caixa.

## Apreensão
Em 2004, Paolilla e Snider acabaram a relação depois de Snider ter sido preso em Kentucky por roubo de carro. Pouco depois, Paolilla entrou em reabilitação em Kerrville, Texas. Foi lá que conheceu Stanley Justin Rott, um utilizador de heroína com quem começou uma relação. O casal casou-se em Março de 2005. Por volta dessa altura, Paolilla teve acesso a um fundo de $360,000 deixado pelo seu pai. Paolilla usou parte do dinheiro para comprar um apartamento. Em Julho de 2005, no segundo aniversário dos homicídios, Paolilla viu um reportagem na televisão sobre o caso, ainda por resolver. Ficou zangada após ver esboços dos suspeitos dados pelos vizinhos e confessou a Rott que ela e Snider tinham cometido os crimes. O casal escondeu-se. Em Novembro de 2005, Paolilla e Rott viviam num quarto de motel em San Antonio. Nos 8 meses seguintes, o casal esteve escondido no quarto, a injetar heroína e cocaína.
A 8 de Julho de 2006, a polícia recebeu uma dica anónima através da Crimestoppers sobre os homicídios de Rowell, Koloroutis, Precella e Sanchez. O homem disse à polícia que tinha estado em reabilitação com Paolilla que tinha admitido ter participado no crime (foi mais tarde comprovado que Justin Rott não era o homem que ligou com a dica). A polícia descobriu Paolilla em San Antonio e prendeu-a a 19 de Julho de 2006. (O marido de Paolilla também foi preso quando a polícia encontrou 70 frascos de heroína no quarto do casal). Depois das apreensões, Rott disse à polícia que Paolilla lhe tinha confessado que tinha sido uma participante ativa nos homicídios. Ele disse que Paolilla tinha voltado à casa e espancado Koloroutis até à morte com uma pistola. Paolilla inicialmente negou ter matado os seus amigos, mas eventualmente admitiu ter participado nos homicídios mas colocou toda a culpa no seu ex-namorado, Christopher Snider. A 21 de Julho de 2006, Paolilla e Snider, que ainda não tinha sido presos, foram acusados de crime capital. A fiança de Paolilla foi definida em $500,000 porque era considerada um risco de fuga.
Em Junho de 2006, Christopher Snider mudou-se para Greenville, Carolina do Sul onde estava a viver com uma mulher que conheceu online. Depois da detenção de Paolilla nesse Julho, um dos membros da família de Snider ligou para informá-lo que a polícia tinha lançado um mandato para a sua detenção em relação aos homicídios. Atuando sobre uma dica que Snider poderia ter cometido suicídio, a polícia foi até Greenville e procurou perto da área onde Snider, supostamente, tinha sido visto. O seu corpo em decomposição foi encontrado numa área de grande vegetação a 5 de Agosto de 2006. Foi mais tarde determinado que Snider tinha tido uma overdose com medicação prescrita.

## Condenação

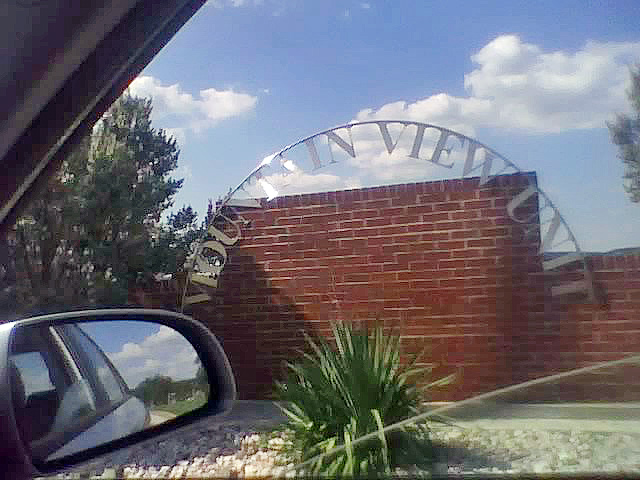
Mountain View Unit, onde Paolilla está aprisionada

A 13 de Outubro de 2008, Paolilla foi condenada por 4 acusações de crime capital. Como era uma delinquente juvenil na altura das mortes, foi poupada à pena de morte. No dia seguinte, foi sentenciada a prisão perpétua. Paolilla pediu recurso a 29 de Novembro de2008 sobre o pretexto que "o tribunal abusou do seu poder ao definir o valor da fiança em $500,000". Um painel de recursos decidiu que o tribunal não abusou do poder e reafirmou a sentença original de Paolilla. Desde então, ela tem vindo a preencher vários recursos também eles negados.
Desde 2015, Paolilla está presa na Unidade de Mountain View em Gatesville, Texas e será elegível para liberdade condicional em 2046.

## Na cultura popular
O caso foi falado no documentário criminal 20/20, Snapped, Killer Kids, Forensic Files, Deadly Women, e Redrum.